# Hannoversches Amtshaus
Das Hannoversche Amtshaus in Bremerhaven-Lehe, Ortsteil Klushof, Lange Straße 121, entstand 1851.
Das Gebäude steht seit 1978 unter Bremer Denkmalschutz.

## Geschichte
Der Flecken Lehe gehörte bis 1866 zum Königreich Hannover. Er wuchs in der Mitte des 19. Jahrhunderts begünstigt durch die neuen Häfen in Alt-Bremerhaven (Mitte) sehr rasant, so dass ein Amtshaus für das hannoversche neue Amts- und frühere (bis 1859) Obergericht Lehe gebaut werden musste.
In der Epoche der Romantik entstand deshalb 1851 im Rundbogenstil das zweigeschossige, 13-achsige Hannoversche Amtshaus zu Lehe mit Mittelrisalit, einem Mezzaningeschoss und einem Walmdach über einem ausgeprägten Traufgesims.
Das Gebäude wurde seit den 1930er Jahren als das Katasteramt Wesermünde bzw. Vermessungs- und Katasteramt Bremerhaven genutzt, das sich heute (2018) im Technischen Rathaus, Fährstraße 20, befindet. Die Bremer Förderungsgesellschaft für Bildung von 1986 nutzt zu Zeit das Gebäude.